# FK Žalgiris

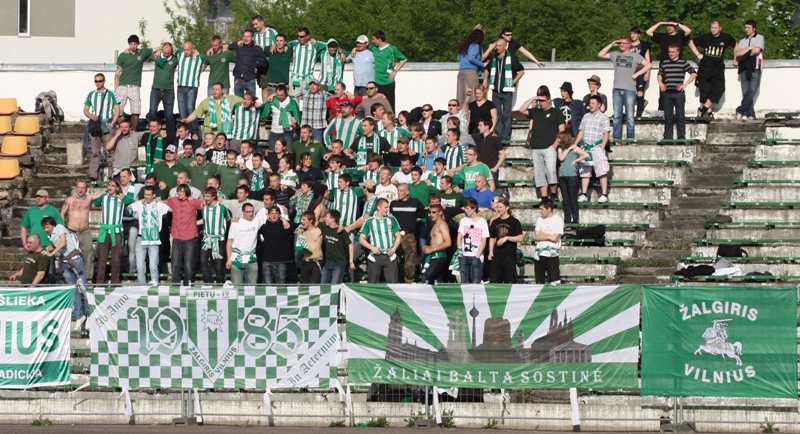
Pietų IV fans van Žalgiris

FK Žalgiris is een Litouwse voetbalclub uit de hoofdstad Vilnius. De club werd in 1947 opgericht en heeft groen en wit als kleuren.
De naam van de club herinnert aan de Slag bij Tannenberg (Litouws: Žalgiris), een van de belangrijkste veldslagen uit de geschiedenis van Litouwen.

## Geschiedenis
In 1953 speelde de club voor het eerst in de hoogste divisie van de Sovjet-Unie. In totaal speelde de club elf seizoenen in de hoogste klasse, de beste notering was derde plaats in 1987 wat een kwalificatie voor de UEFA Cup opleverde. De club speelde toen onder de Russische naam Zjalgiris Vilnjoes.
Na de onafhankelijkheid van Litouwen werd de club twee keer kampioen, maar moest dan enkele jaren wachten op de volgende titel.
Op 6 maart 2009 werd de club door de Litouwse voetbalbond een licentie voor de A Lyga onthouden en werd terug verwezen daar de 1 Lyga (tweede divisie). De eigenaren weigerden afstand te doen van de club en met steun van de bond werd door supporters en nieuwe club opgericht, VMFD Žalgiris, die door de bond als rechtmatige opvolger aangewezen werd. Na één seizoen keerde de club terug op het hoogste niveau. In 2013 werd de club weer kampioen en was ook in de jaren daarna de sterkste ploeg. In 2015 werd de naam FK Žalgiris wederom gehanteerd.
In 2022 werden de groen-witten de eerste Litouwse club ooit die zich kon verzekeren van de groepsfase van een Europees toernooi (Intertoto Cup niet meegerekend).

## Erelijst
- Landskampioen

1991, 1992, 1999, 2013, 2014, 2015, 2016, 2020, 2021, 2022, 2024
- Beker van Litouwen

Winnaar: 1991, 1992/93, 1993/94, 1996/97, 2003, 2011/12, 2012/13, 2013/14, 2014/15, 2015/16, 2016, 2018, 2021, 2022
Finalist: 1990, 1991/92, 1994/95, 1999/2000, 2000/01, 2017
- Litouwse Supercup

Winnaar: 2003, 2013, 2014, 2015, 2016, 2017, 2020, 2023
Finalist: 2019, 2021, 2022
- Perwaja Liga (Sovjet-Unie)

1982
- Zomer Universiade

1987 (Žalgiris vertegenwoordigde de Sovjet-Unie)

## Naamsveranderingen
1947: Opgericht als Dinamo Vilnius
1948: Spartak Vilnius
1962: Žalgiris Vilnius
1990: FK Žalgiris Vilnius
1993: FK Žalgiris-EBSW Vilnius
1995: FK Žalgiris Vilnius
2009: VMFD Žalgiris Vilnius
2015: FK Žalgiris Vilnius

## Seizoen na seizoen

### VMFD Žalgiris (2009–2014)
| Seizoen | Niveau | Liga       | Plaats | Webplaats | Opmerkingen |
| ------- | ------ | ---------- | ------ | --------- | ----------- |
| 2009    | 2.     | Pirma lyga | 6.     | [ 1 ]     | promoveerde |
| 2010    | 1.     | A lyga     | 3.     | [ 2 ]     |             |
| 2011    | 1.     | A lyga     | 2.     | [ 3 ]     |             |
| 2012    | 1.     | A lyga     | 2.     | [ 4 ]     |             |
| 2013    | 1.     | A lyga     | 1.     | [ 5 ]     |             |
| 2014    | 1.     | A lyga     | 1.     | [ 6 ]     |             |

### FK Žalgiris (2015–heden)
| Seizoen | Niveau | Liga   | Plaats | Webplaats | Opmerkingen |
| ------- | ------ | ------ | ------ | --------- | ----------- |
| 2015    | 1.     | A lyga | 1.     | [ 7 ]     |             |
| 2016    | 1.     | A lyga | 1.     | [ 8 ]     |             |
| 2017    | 1.     | A lyga | 2.     | [ 9 ]     |             |
| 2018    | 1.     | A lyga | 2.     | [ 10 ]    |             |
| 2019    | 1.     | A lyga | 2.     | [ 11 ]    |             |
| 2020    | 1.     | A lyga | 1.     | [ 12 ]    |             |
| 2021    | 1.     | A lyga | 1.     | [ 13 ]    |             |
| 2022    | 1.     | A lyga | 1.     | @         |             |
| 2023    | 1.     | A lyga | 2.     | @         |             |
| 2024    | 1.     | A lyga | 1.     | @         |             |
| 2025    | 1.     | A lyga | .      | @         |             |

## In Europa
Žalgiris speelt sinds 1988 in diverse Europese competities. Hieronder staan de competities en in welke seizoenen de club deelnam:
- Champions League (10x)

1992/93, 1999/00, 2014/15, 2015/16, 2016/17, 2017/18, 2021/22, 2022/23, 2023/24, 2025/26
- Europa League (8x)

2012/13, 2013/14, 2018/19, 2019/20, 2020/21, 2021/22, 2022/23, 2023/24
- Conference League (5x)

2021/22, 2022/23, 2023/24, 2024/25, 2025/26
- Europacup II (4x)

1993/94, 1994/95, 1995/96, 1997/98
- UEFA Cup (7x)

1988/89, 1989/90, 1996/97, 1998/99, 2000/01, 2001/02, 2004/05
- Intertoto Cup (3x)

2002, 2003, 2005

## Bekende (ex-)spelers
- Virginijus Baltušnikas
- Sigitas Jakoebaoeskas
- Edgaras Jankauskas
- Donovan Slijngard
- Linas Klimavičius
- Deivydas Matulevičius